# Hypolytrum
Hypolytrum är ett släkte av halvgräs. Hypolytrum ingår i familjen halvgräs.

## Bildgalleri

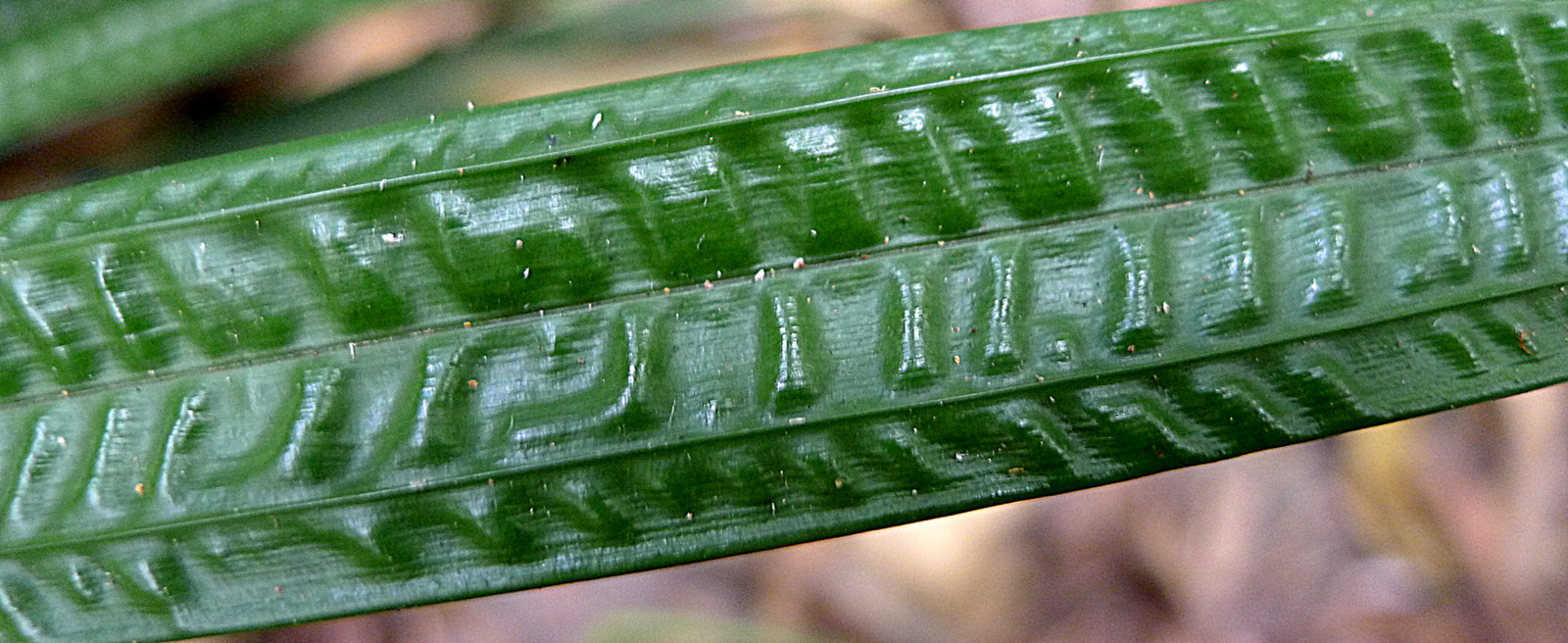
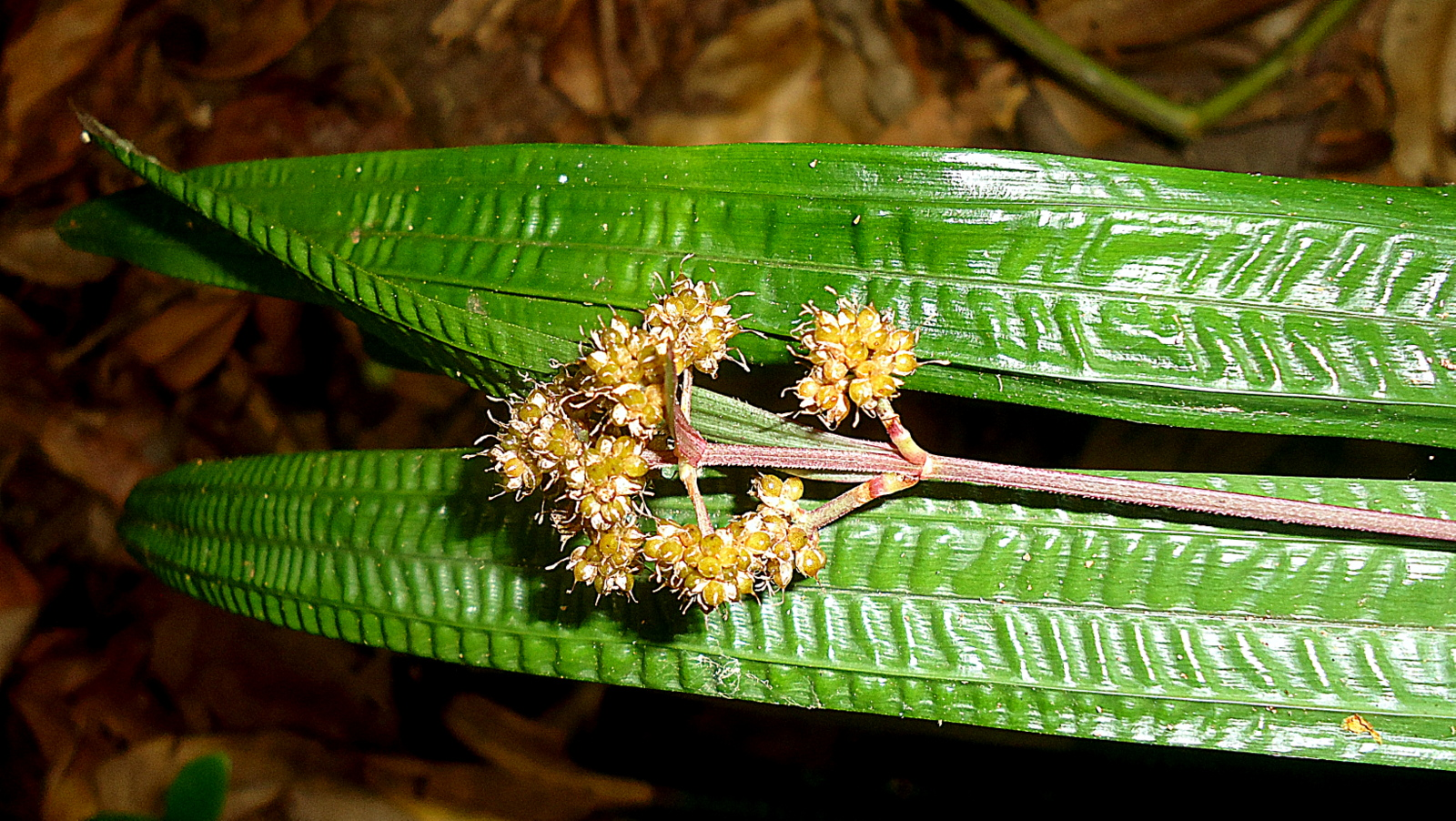
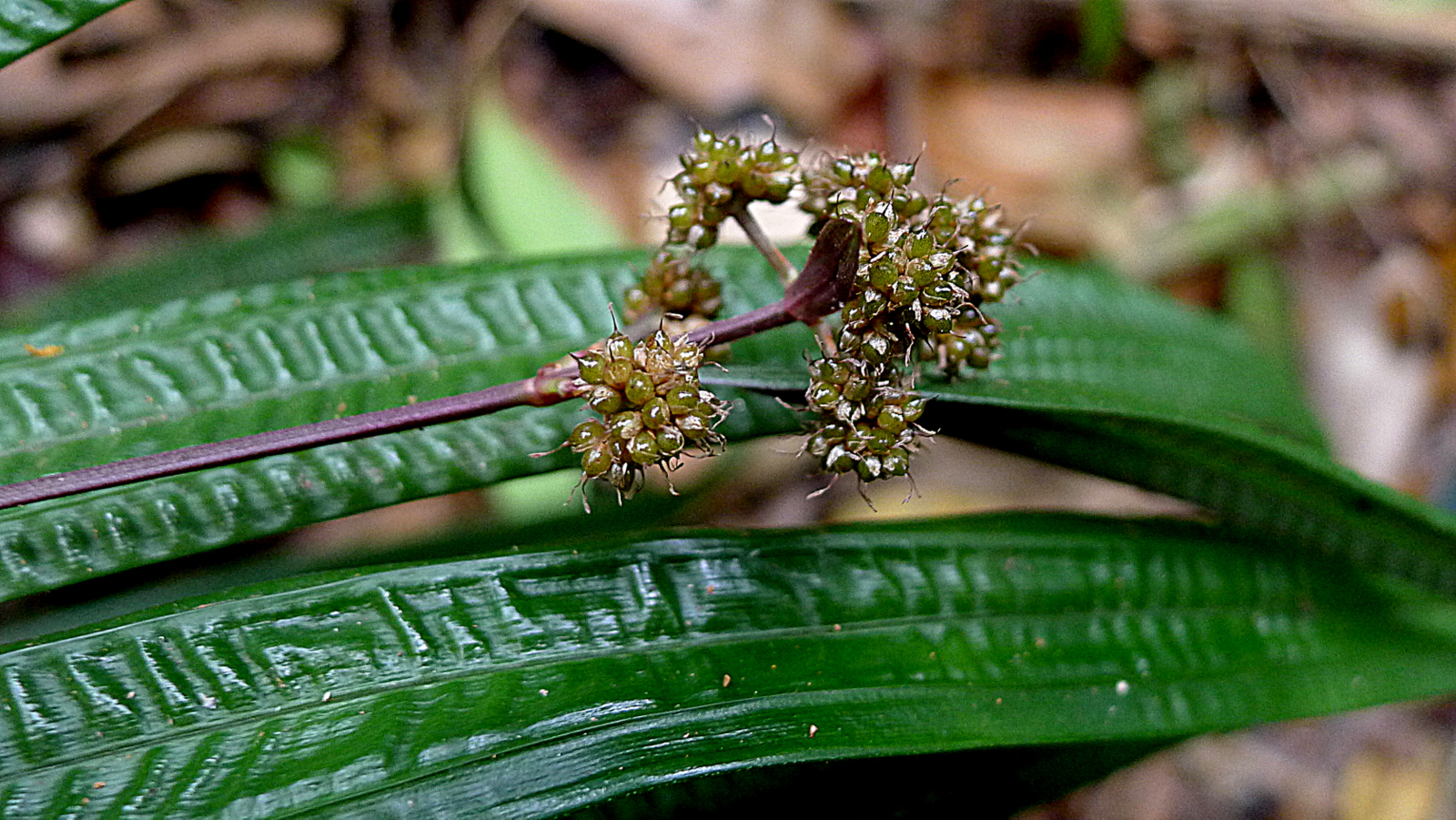
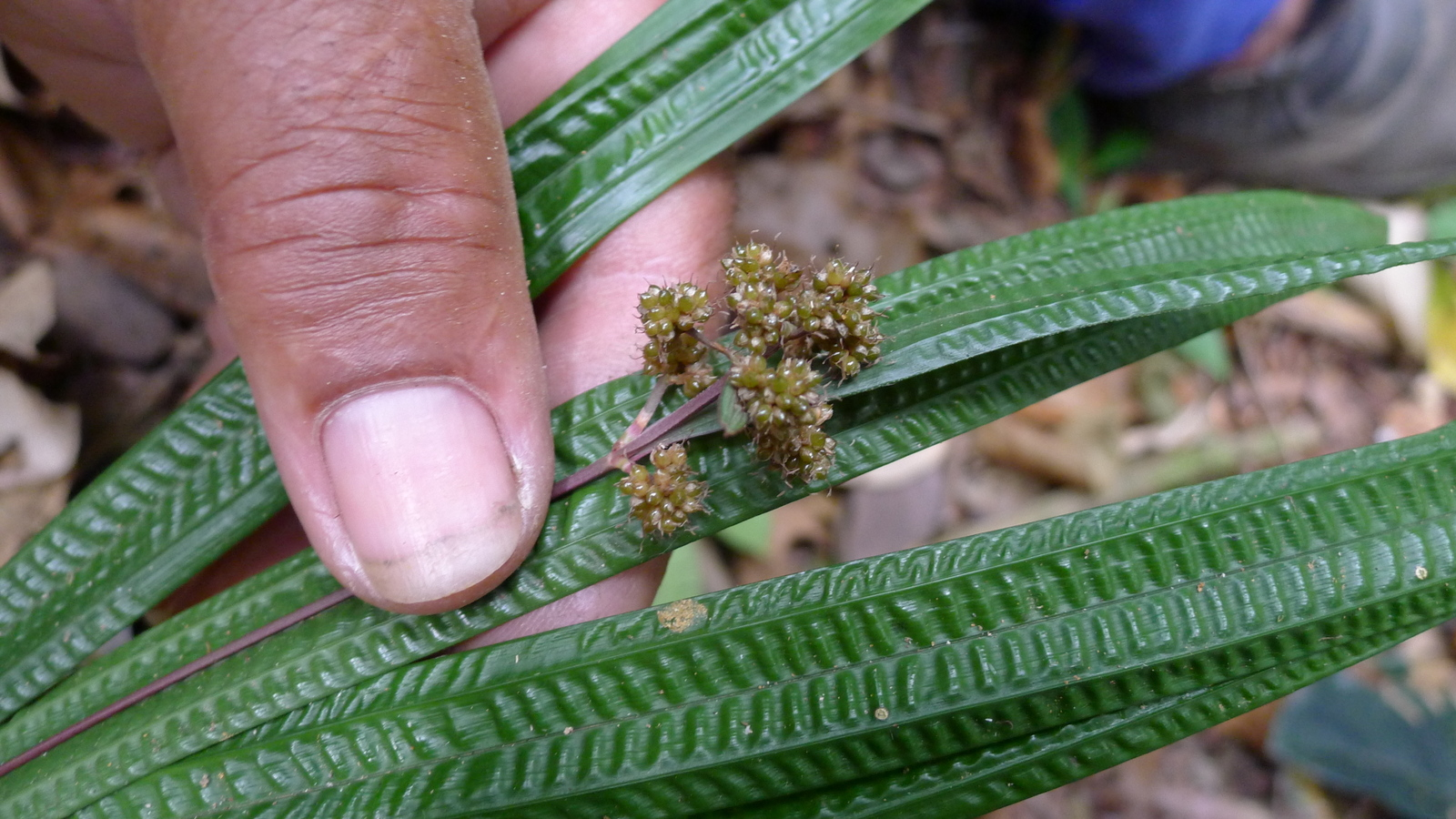
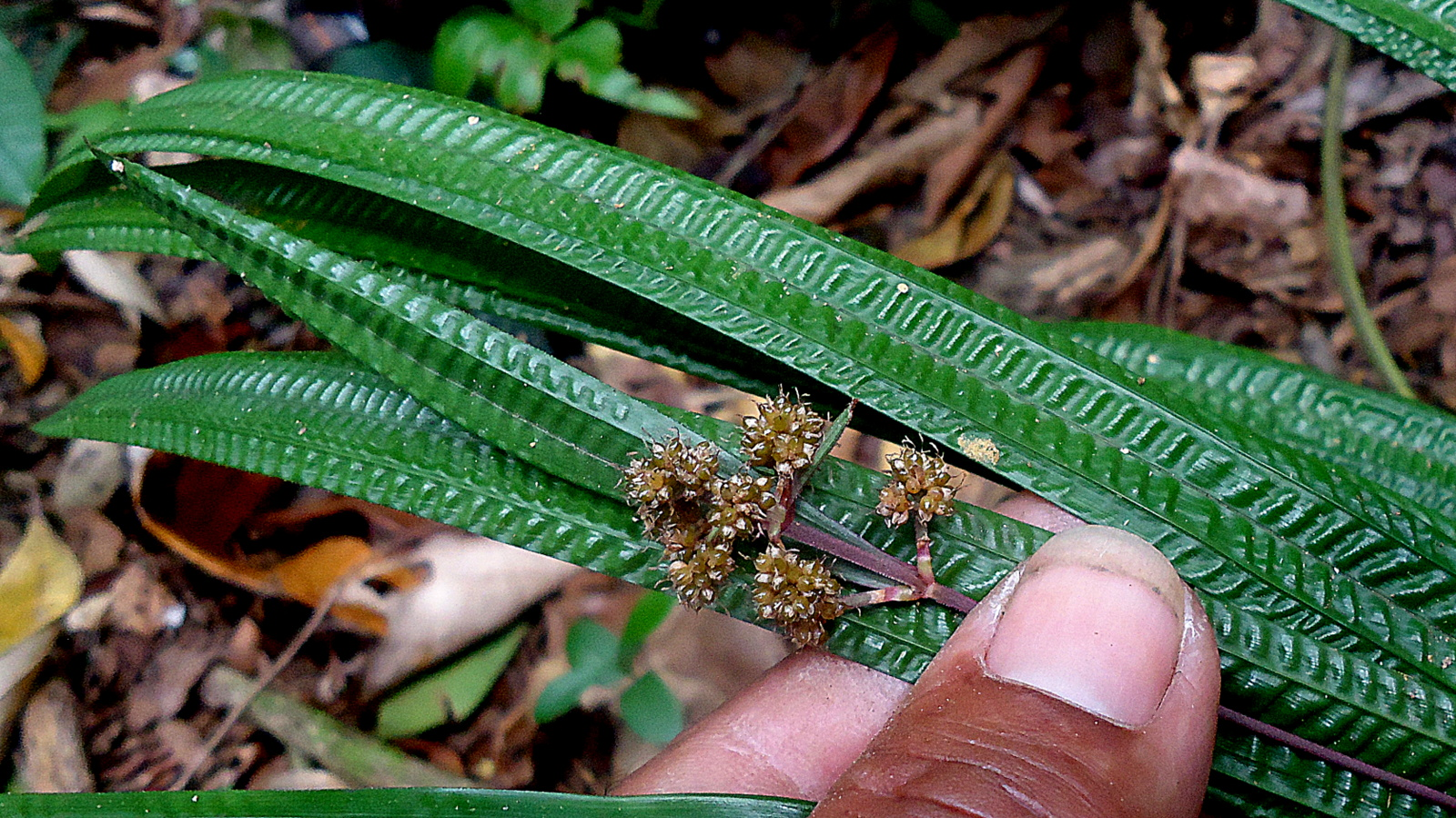
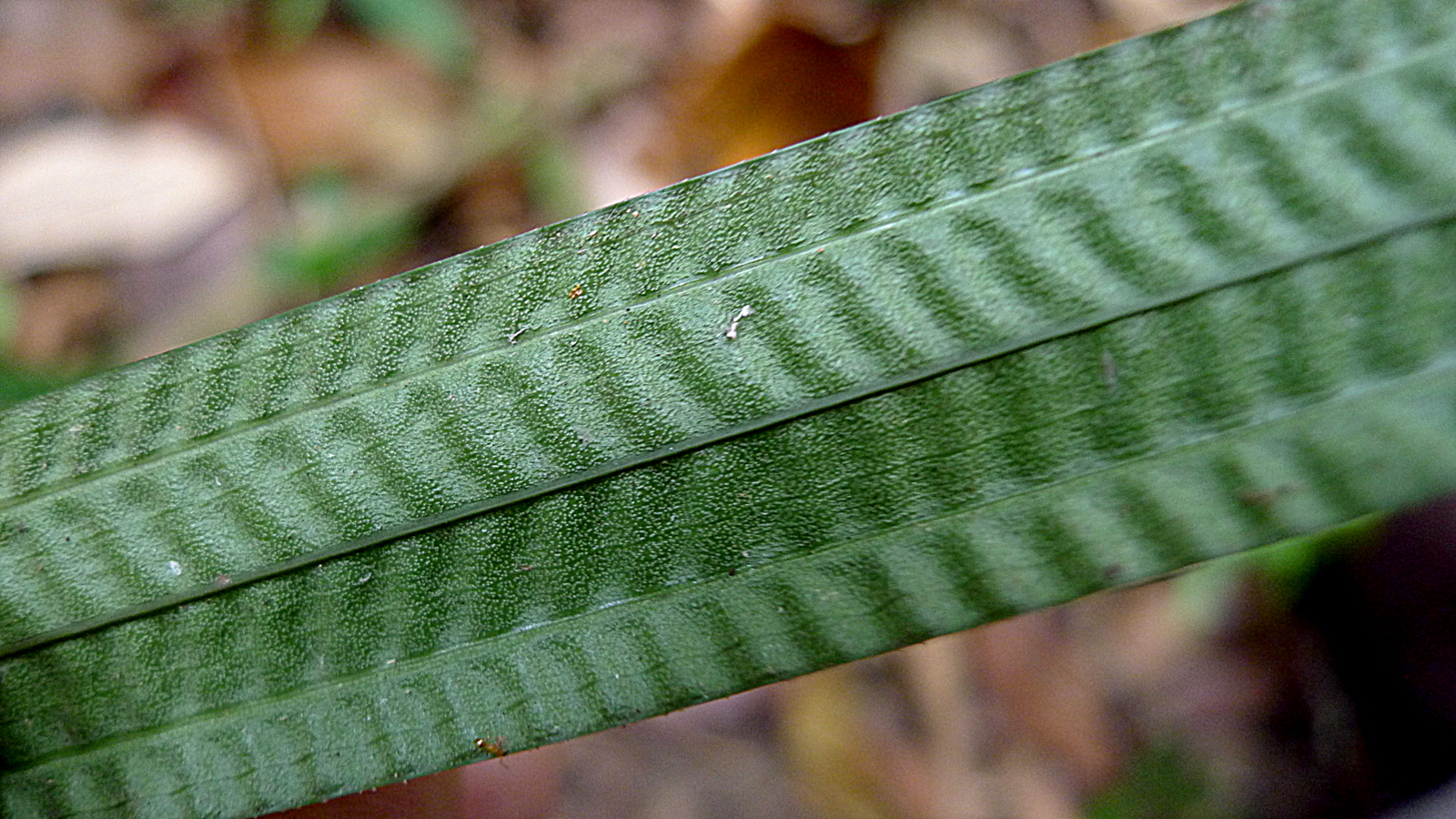

## Dottertaxa tillHypolytrum, i alfabetisk ordning[1]
- Hypolytrum africanum
- Hypolytrum amorimii
- Hypolytrum amplum
- Hypolytrum angolense
- Hypolytrum bahiense
- Hypolytrum balakrishnanii
- Hypolytrum bullatum
- Hypolytrum cacuminum
- Hypolytrum capitulatum
- Hypolytrum chevalieri
- Hypolytrum compactum
- Hypolytrum dissitiflorum
- Hypolytrum elegans
- Hypolytrum espiritosantense
- Hypolytrum flavinux
- Hypolytrum glaziovii
- Hypolytrum glomerulatum
- Hypolytrum hainanense
- Hypolytrum heteromorphum
- Hypolytrum heterophyllum
- Hypolytrum humile
- Hypolytrum jardimii
- Hypolytrum jenmanii
- Hypolytrum lancifolium
- Hypolytrum laxum
- Hypolytrum leptocalamum
- Hypolytrum longifolium
- Hypolytrum longirostre
- Hypolytrum lucennoi
- Hypolytrum mauritianum
- Hypolytrum nemorum
- Hypolytrum nudicaule
- Hypolytrum nudum
- Hypolytrum ohwianum
- Hypolytrum pallidiceps
- Hypolytrum paraense
- Hypolytrum paucistrobiliferum
- Hypolytrum poecilolepis
- Hypolytrum polystachyum
- Hypolytrum pseudomapanioides
- Hypolytrum pulchrum
- Hypolytrum pynaertii
- Hypolytrum rigens
- Hypolytrum scaberrimum
- Hypolytrum schnellianum
- Hypolytrum schraderianum
- Hypolytrum secans
- Hypolytrum senegalense
- Hypolytrum shurenii
- Hypolytrum sphaerostachyum
- Hypolytrum spongiosum
- Hypolytrum stemonifolium
- Hypolytrum strictum
- Hypolytrum subcompositus
- Hypolytrum supervacuum
- Hypolytrum testui
- Hypolytrum turgidum
- Hypolytrum unispicatum
- Hypolytrum verticillatum